# The Scoop
The Scoop è un cortometraggio muto del 1912 diretto da William Humphrey.

## Produzione
Il film fu prodotto dalla Vitagraph Company of America.

## Distribuzione
Distribuito dalla General Film Company, il film - un cortometraggio in un rullo - uscì nelle sale cinematografiche statunitensi il 3 dicembre 1912 e in quelle britanniche il 20 marzo 1913.